# NGC 3633
NGC 3633 ist eine Spiralgalaxie vom Hubble-Typ Sa im Sternbild Löwe auf der Ekliptik. Sie ist schätzungsweise 111 Millionen Lichtjahre von der Milchstraße entfernt.
Das Objekt wurde am 23. März 1887 von Lewis Swift entdeckt.